# Elmar Hofer
Elmar Hofer (Vipiteno, 23 marzo 1985) è un ex sciatore alpino italiano.

## Biografia
Originario di Mareta di Racines e attivo in gare FIS dal dicembre del 2000, in Coppa Europa Hofer esordì il 17 dicembre 2003 a Ponte di Legno/Passo del Tonale in discesa libera (48º) e colse l'unico podio il 23 gennaio 2008 a Sarentino nella medesima specialità (3º). Debuttò in Coppa del Mondo il 20 dicembre dello stesso anno in Val Gardena in discesa libera chiudendo 38º; tale piazzamento sarebbe rimasto il migliore di Hofer nel massimo circuito internazionale, ripetuto il 28 dicembre successivo a Bormio nella medesima specialità.
La sua terza e ultima gara in Coppa del Mondo fu la discesa libera disputata a Wengen il 17 gennaio 2009, non completata da Hofer. Si ritirò al termine della stagione 2010-2011 e la sua ultima gara fu uno slalom gigante FIS disputato a Racines il 21 aprile, chiuso da Hofer al 4º posto; in carriera non prese parte a rassegne olimpiche o iridate.

## Palmarès

### Coppa Europa
- Miglior piazzamento in classifica generale: 57º nel 2009
- 1 podio:
  - 1 terzo posto

### Campionati italiani
- 1 medaglia:
  - 1 oro (discesa libera nel 2008)